# Pygeum pullei
Pygeum pullei är en rosväxtart som beskrevs av Emil Bernhard Koehne. Pygeum pullei ingår i släktet Pygeum och familjen rosväxter. Inga underarter finns listade i Catalogue of Life.